# Malachi Flynn
Malachi Flynn (ur. 10 maja 1998 w Tacoma) – amerykański koszykarz, występujący na pozycji rozgrywającego, od 2024 zawodnik Detroit Pistons.
8 lutego 2024 został wytransferowany do Detroit Pistons.

## Osiągnięcia
Stan na 4 marca 2024, na podstawie, o ile nie zaznaczono inaczej.
NCAA
- Koszykarz konferencji Mountain West (2020)[5]
- Obrońca roku konferencji Mountain West (2020)
- Najlepszy nowo przybyły zawodnik konferencji Mountain West (2020 według mediów)
- MVP turnieju:
  - Continental Tires Las Vegas Invitational (2019)
  - Basketball Hall of Fame Classic (2019)
- Zaliczony do:
  - I składu:
    - Mountain West (2020)
    - Academic All-Mountain West (2020)
    - turnieju:
      - Mountain West (2020)
      - The Wooden Legacy (2018)

    - defensywnego Mountain West (2020)

  - II składu:
    - All-American (2020)
    - Pac-12 All-Academic (2018)

  - składu honorable mention najlepszych pierwszorocznych zawodników Pac-12 (2017)
- Zawodnik kolejki Mountain West (2.12.2019, 2.03.2020)

Indywidualne
- Zaliczony do[6]:
  - I składu debiutantów NBA G League (2021)
  - II składu NBA G League (2021)